# ألبرت جيلارد
ألبرت جيلارد (بالفرنسية: Albert Gaillard) هو أخصائي فطريات فرنسي، ولد في 5 سبتمبر 1858 في نويي-سور-سين في فرنسا، وتوفي في 28 يوليو 1903 في أنجيه في فرنسا.